# 无齿青冈
无齿青冈（学名：Cyclobalanopsis semiserratoides）为壳斗科青冈属下的一个种。